# Leuvrigny
Leuvrigny est une commune française, située dans le département de la Marne en région Grand Est. Elle se trouve au sein du vignoble de Champagne, entre la vallée de la Marne et la Brie forestière.
Commune rurale de l'aire d'attraction d'Épernay, Leuvrigny est membre de la communauté de communes des Paysages de la Champagne, à qui elle a transféré un certain nombre de compétences (notamment en matière d'eau et de déchets).
Au dernier recensement de 2022, la commune comptait 302 habitants appelés Bédouins à Leuvrigny et Rifins dans son hameau principal, le Chêne la Reine.
Son économie est particulièrement tournée vers la viticulture. Son patrimoine architectural comprend notamment son église, dédiée à Saint-Martin. Son patrimoine naturel comprend quant à lui deux zones naturelles d'intérêt écologique, faunistique et floristique, dont celle du bois des Roches au sud de la commune.

## Géographie

### Localisation

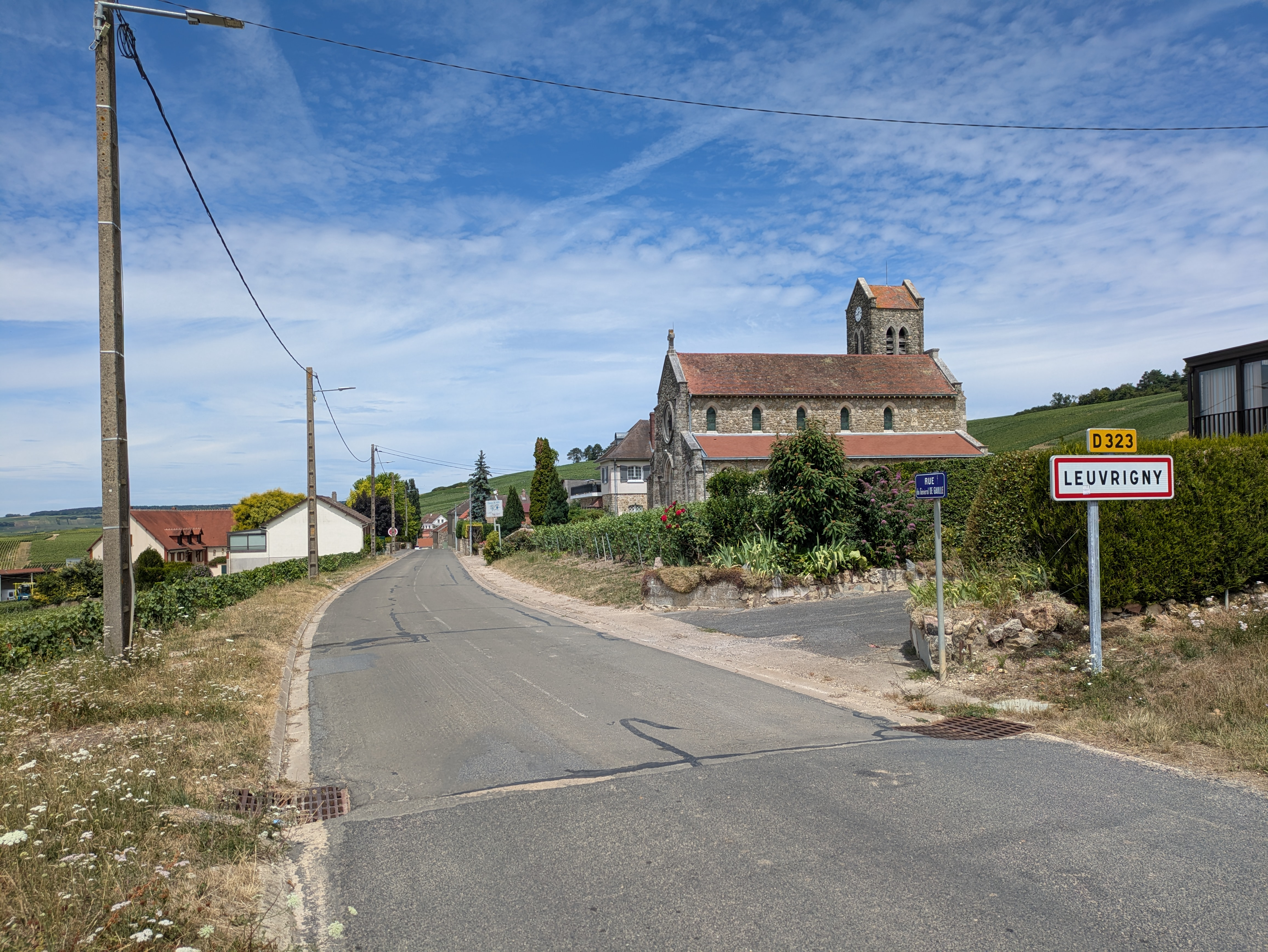
Entrée dans Leuvrigny par la route D 323, en provenance du Chêne la Reine.

Leuvrigny se trouve à l'ouest du département de la Marne, en région Grand Est. La commune appartient à la région agricole du Vignoble, au nord de la Brie forestière.
La commune de Leuvrigny s'étend sur une superficie de 800 hectares. Sur son territoire, l'altitude varie de 80 à 239 mètres. Le relief est marqué par le plateau de Brie, occupé par le bois de Misy au nord, les Pâtis (zone agricole) à l'est et le bois des Roches au sud,. Le hameau du Chêne la Reine au centre de la commune est situé sur ce plateau, à plus de 200 mètres d'altitude. L'ouest de la commune, et en particulier le village de Leuvrigny au nord-ouest, est situé sur les versant de la vallée du Flagot et de ses affluents, occupés par le vignoble de Champagne.
Par la route, Leuvrigny se situe à 51 km de Châlons-en-Champagne, préfecture de la Marne, à 41 km de Reims, plus grande ville du département, à 34 km de Château-Thierry, sous-préfecture de l'Aisne voisine, à 17,5 km d'Épernay, sa sous-préfecture, et à 11,5 km de Dormans, bureau centralisateur du canton de Dormans-Paysages de Champagne dont dépend Leuvrigny depuis 2015. La commune fait en outre partie du bassin de vie de Dormans.
Leuvrigny est limitrophe de 3 communes :
| Mareuil-le-Port            | Port-à-Binson (Mareuil-le-Port) |                            |
| Cerseuil (Mareuil-le-Port) | Leuvrigny                       | Œuilly                     |
|                            | Festigny                        | Vers Saint-Martin-d'Ablois |

### Hydrographie
La commune est dans la région hydrographique « la Seine de sa source au confluent de l'Oise (exclu) » au sein du bassin Seine-Normandie. Elle est drainée par le ru de Vassy, la Ravenne et le ru du Rognon,. Ces ruisseaux sont des affluents ou sous-affluents du Flagot, rivière qui marque la limite de la commune avec Mareuil-le-Port au nord-ouest.

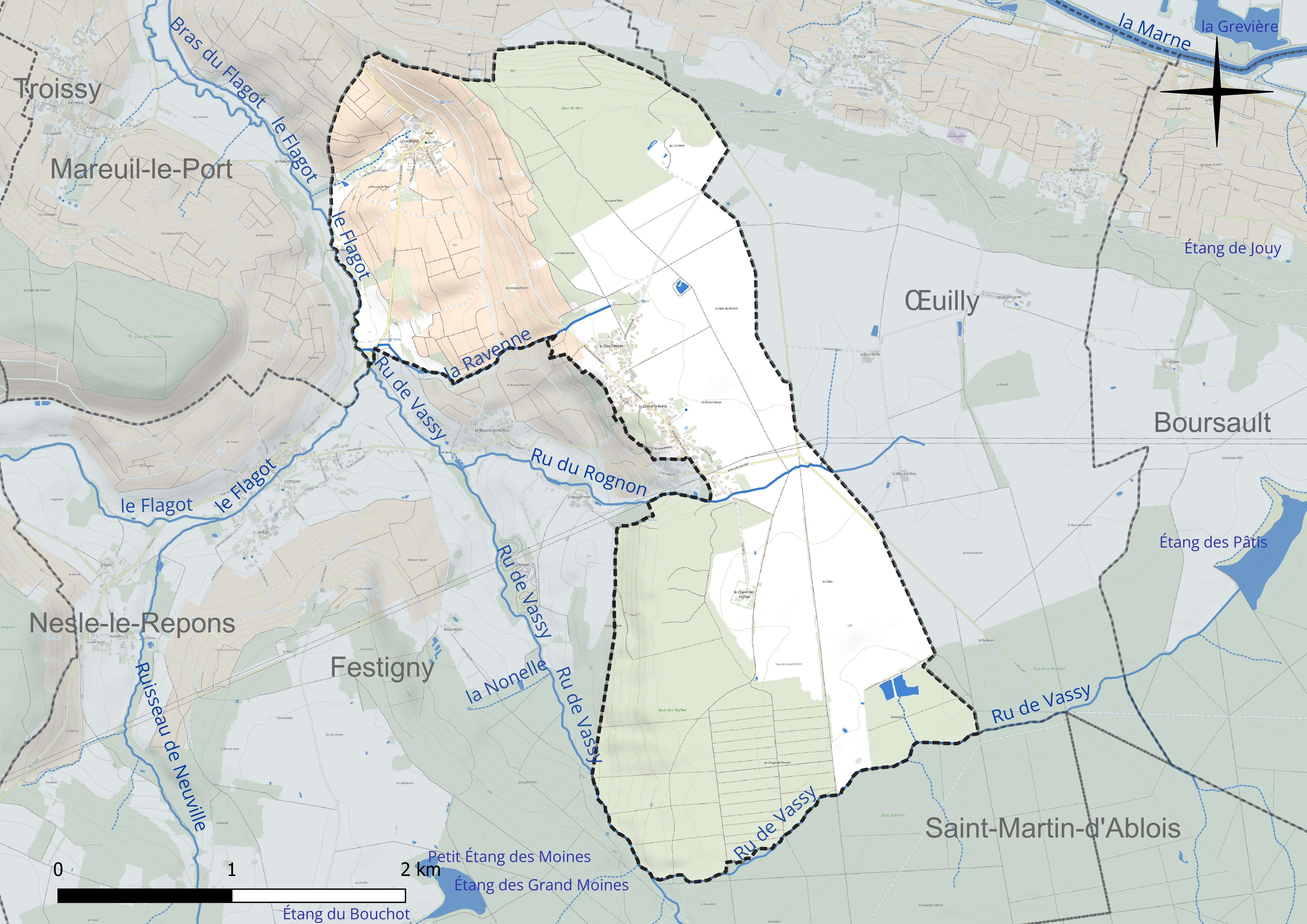
Réseau hydrographique de Leuvrigny.

### Climat
Pour des articles plus généraux, voir Climat du Grand Est et Climat de la Marne.
En 2010, le climat de la commune est de type climat océanique dégradé des plaines du Centre et du Nord, selon une étude du Centre national de la recherche scientifique s'appuyant sur une série de données couvrant la période 1971-2000. En 2020, Météo-France publie une typologie des climats de la France métropolitaine dans laquelle la commune est exposée à un climat océanique altéré et est dans la région climatique  Nord-est du bassin Parisien, caractérisée par un ensoleillement médiocre, une pluviométrie moyenne régulièrement répartie au cours de l’année et un hiver froid (3 °C). 
Pour la période 1971-2000, la température annuelle moyenne est de 10,7 °C, avec une amplitude thermique annuelle de 16,4 °C. Le cumul annuel moyen de précipitations est de 770 mm, avec 11,9 jours de précipitations en janvier et 8,6 jours en juillet. Pour la période 1991-2020, la température moyenne annuelle observée sur la station météorologique de Météo-France la plus proche, « Chambrecy-Civc », sur la commune de Chambrecy à 14 km à vol d'oiseau, est de 10,7 °C et le cumul annuel moyen de précipitations est de 734,0 mm. 
La température maximale relevée sur cette station est de 40,3 °C, atteinte le 25 juillet 2019 ; la température minimale est de −22,1 °C, atteinte le 17 janvier 1985,,. 
Les paramètres climatiques de la commune ont été estimés pour le milieu du siècle (2041-2070) selon différents scénarios d'émission de gaz à effet de serre à partir des nouvelles projections climatiques de référence DRIAS-2020. Ils sont consultables sur un site dédié publié par Météo-France en novembre 2022.

### Milieux naturels et biodiversité

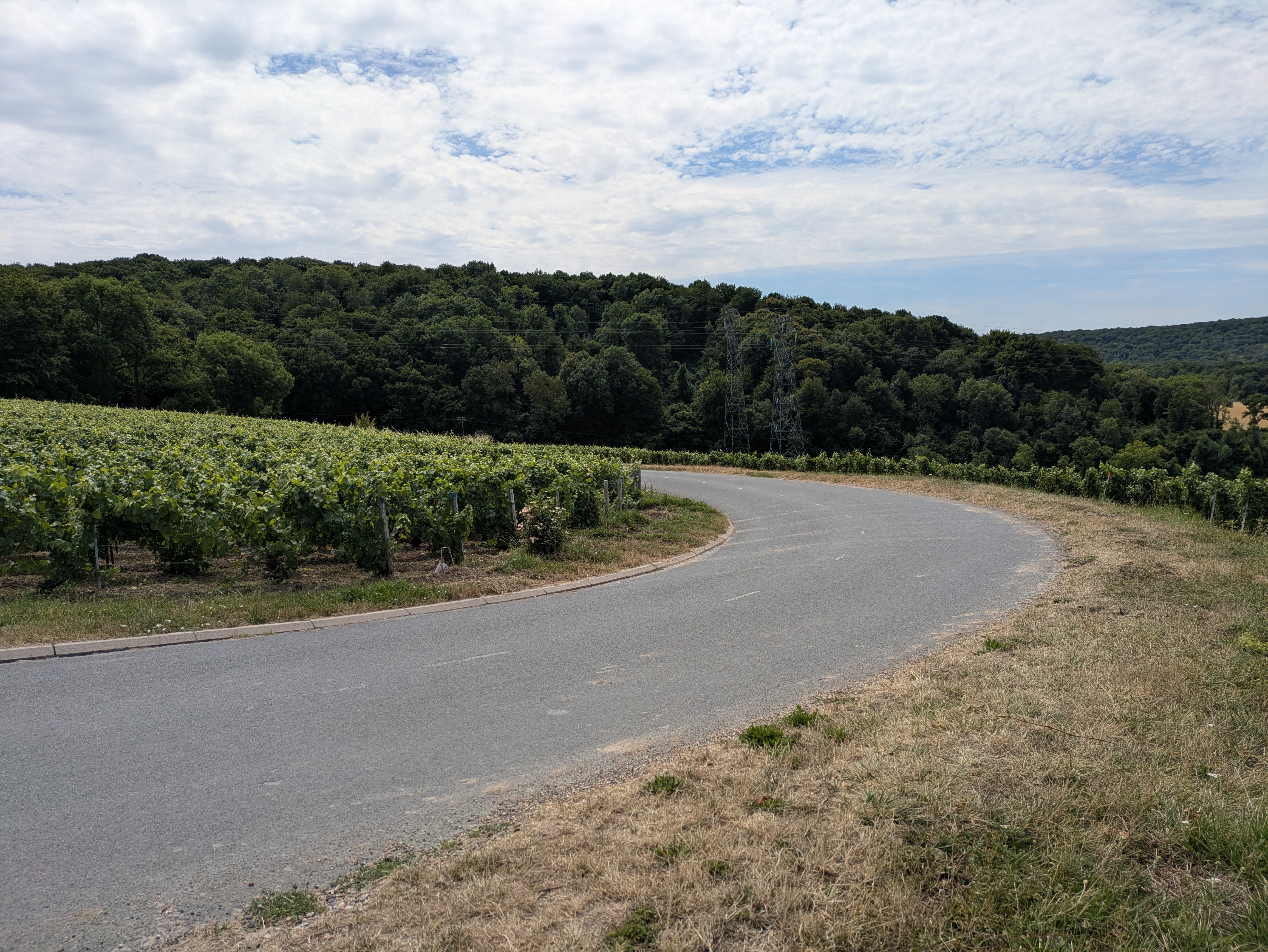
La route D 423 et le bois des Roches entre Festigny et Leuvrigny.

L'Inventaire national du patrimoine naturel (INPN) recense espèces sur le territoire de la commune, dont espèces protégées et espèces menacées.
Leuvrigny compte deux zones naturelles d'intérêt écologique, faunistique et floristique (ZNIEFF).
La ZNIEFF de type I du « bois des Roches à Festigny et Leuvrigny » s'étend sur 239 hectares entre Leuvrigny et Festigny. Elle comprend « différents groupements forestiers [qui] sont très représentatifs de la Brie champenoise » : une chênaie sessiliflore-charmaie neutrophile sur limon (plus acidophile par endroits), une chênaie sessiliflore-érablière de pente neutrophile à acidophile sur éboulis de meulière (rare dans la région) et une aulnaie marécageuse en fond de vallon, qui peut devenir une aulnaie-frênaie marécageuse sur tourbe dans ses pentes.
La ZNIEFF du bois des Roches ainsi que les bois des Usages de Mareuil et des Actions, au sud du territoire communal, font partie de la ZNIEFF de type II du « massif forestier et étangs associés entre Épernay, Vertus et Montmort-Lucy »,. Celle-ci regroupe de nombreux massifs forestiers et étangs au sud et à l'ouest d'Épernay, sur le plateau de la Brie champenoise.

## Urbanisme

### Typologie
Au 1er janvier 2024, Leuvrigny est catégorisée commune rurale à habitat dispersé, selon la nouvelle grille communale de densité à sept niveaux définie par l'Insee en 2022.
Elle est située hors unité urbaine. Par ailleurs la commune fait partie de l'aire d'attraction d'Épernay, dont elle est une commune de la couronne,. Cette aire, qui regroupe 44 communes, est catégorisée dans les aires de 50 000 à moins de 200 000 habitants,.

### Occupation des sols
L'occupation des sols de la commune, telle qu'elle ressort de la base de données européenne d’occupation biophysique des sols Corine Land Cover (CLC), est marquée par l'importance des territoires agricoles (58,9 % en 2018), une proportion identique à celle de 1990 (58,9 %). La répartition détaillée en 2018 est la suivante : forêts (38,6 %), terres arables (24 %), cultures permanentes (17,4 %), prairies (8,8 %), zones agricoles hétérogènes (8,6 %), zones urbanisées (2,5 %).
L'évolution de l’occupation des sols de la commune et de ses infrastructures peut être observée sur les différentes représentations cartographiques du territoire : la carte de Cassini (XVIIIe siècle), la carte d'état-major (1820-1866) et les cartes ou photos aériennes de l'IGN pour la période actuelle (1950 à aujourd'hui).

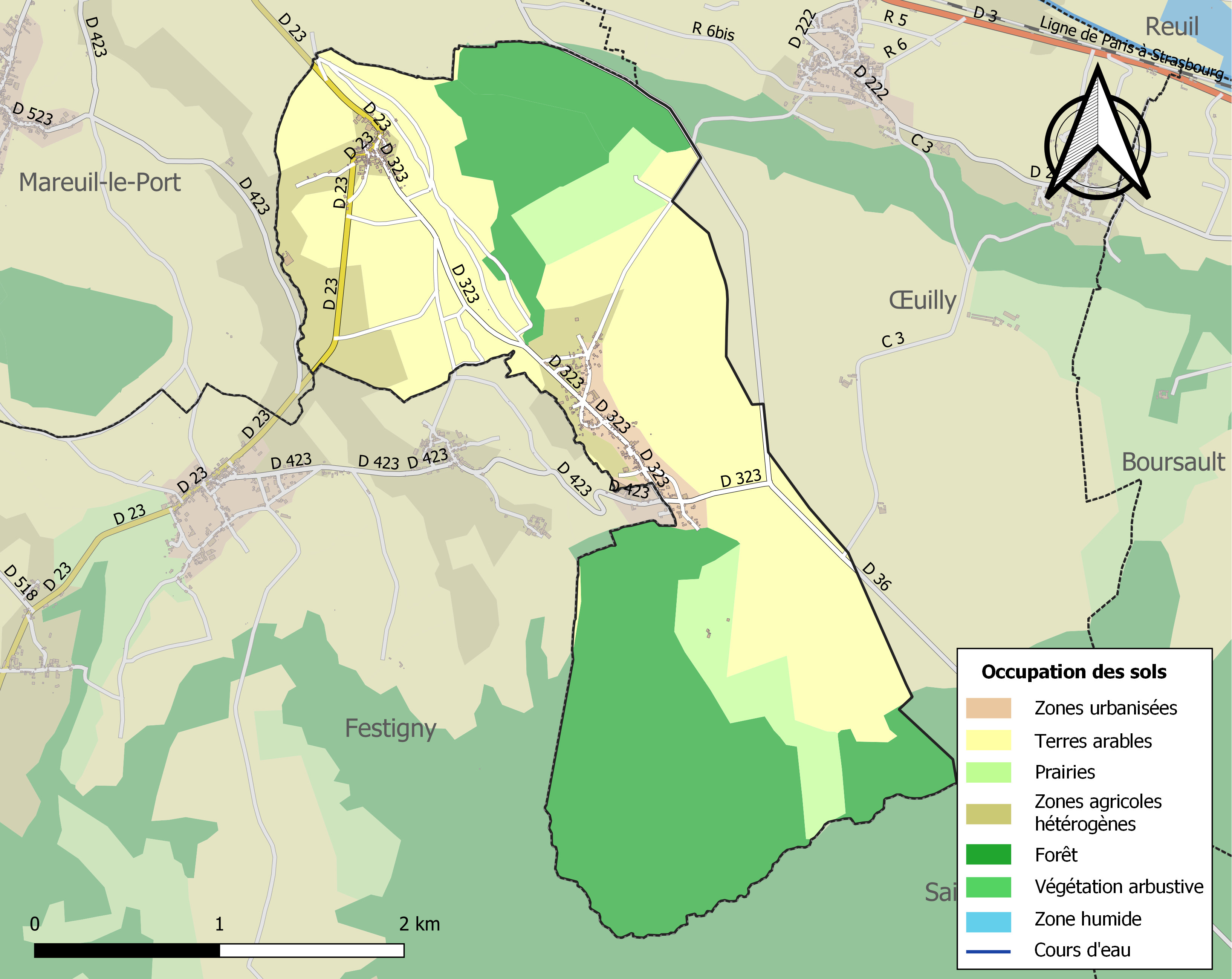
Carte des infrastructures et de l'occupation des sols de la commune en 2018 (CLC).

### Morphologie rurale, hameaux et écarts

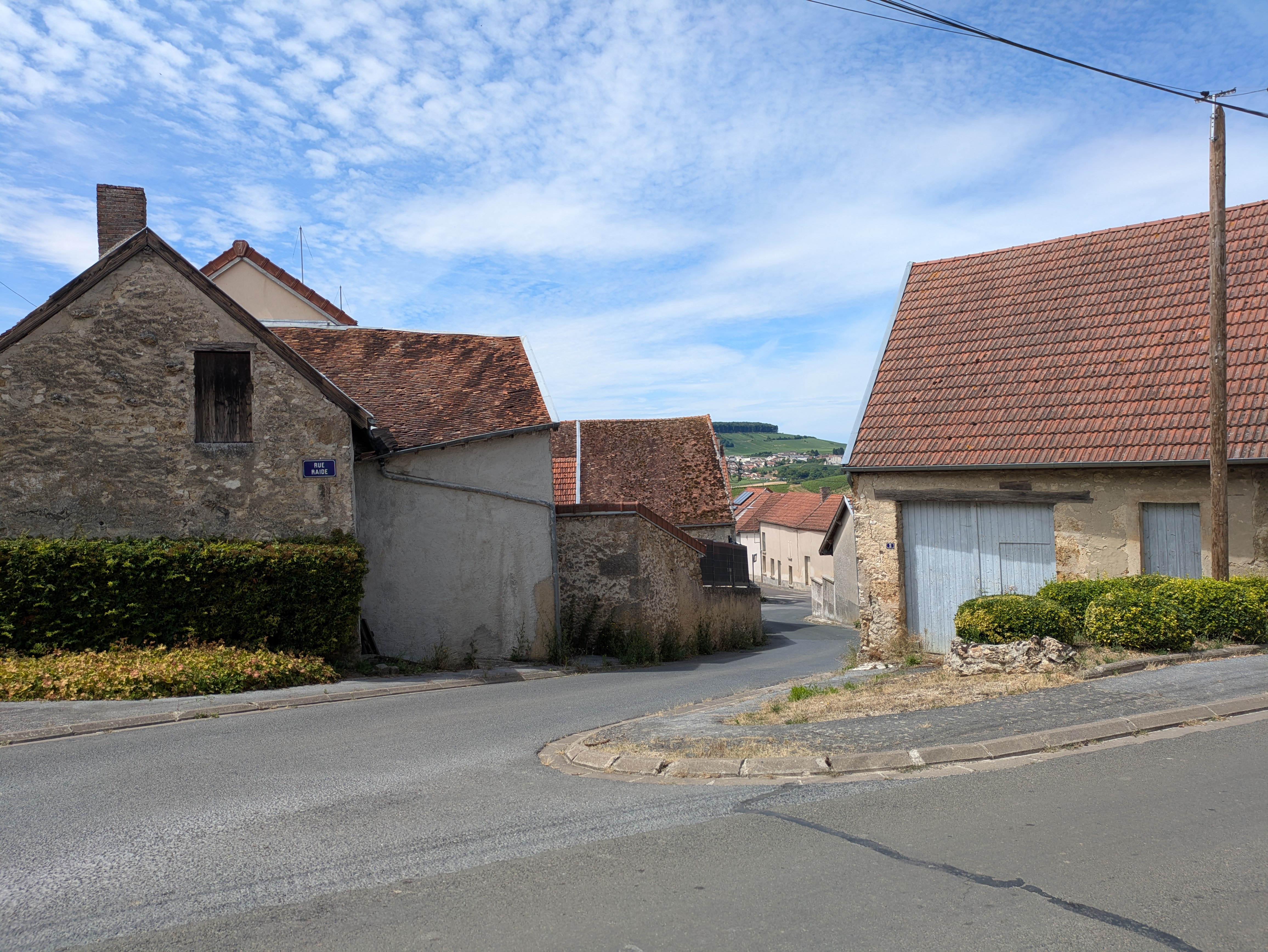
La rue Raide, dans le centre ancien de Leuvrigny.

La commune comprend deux agglomérations principales : Leuvrigny sur les coteaux au nord-ouest et le Chêne la Reine sur le plateau au centre-ouest,.
Le village de Leuvrigny comprend un bâti ancien et dense, mêlant habitations et activités viticoles, avec des rues étroites. Entouré de vignes, le village n'a pas pu se développer davantage sur les coteaux. Il ne comprend qu'environ un tiers des habitants de la commune.
Deux tiers de habitants habitent en effet le hameau le Chêne la Reine, qui surplombe le vallon du ruisseau de Vassy et le hameau du Mesnil le Huttier à Festigny. Initialement situé sur le territoire de Leuvrigny, le hameau s'est étendu dès le XVIIIe siècle sur la commune voisine de Festigny. Le hameau présente une forme étirée, le long de la rue Léo Lagrange  (route départementale 323). Le Clos Davaux se trouve dans le prolongement du hameau, au nord.
La commune comprend en outre deux écarts : le Moulin Nantay (ou Nantais), sur le Flagot en contrebas du village de Leuvrigny, et le Chalet des Roches au sud de la commune sur le plateau,.

### Planification
Les règles d'urbanisme sur le territoire de Leuvrigny sont déterminées par le schéma de cohérence territoriale d'Épernay et sa Région (SCoTER) approuvé le 5 décembre 2018 et par le plan local d'urbanisme (PLU) de la commune modifié par délibération du 8 décembre 2015.

### Habitat et logement
En 2021, Leuvrigny compte 184 logements. Ces logements sont presque exclusivement des maisons. En raison de la prévalence des maisons, les résidences principales de Leuvrigny disposent en moyenne de 5,2 pièces.
Le tableau ci-dessous présente une comparaison de quelques indicateurs chiffrés du logement pour Leuvrigny, la communauté de communes des Paysages de la Champagne (CCPC), le département de la Marne et la France entière :
|                                                            | Leuvrigny | CCPC   | Marne   | France     |
| ---------------------------------------------------------- | --------- | ------ | ------- | ---------- |
| Ensemble des logements                                     | 184       | 11 470 | 300 919 | 37 155 918 |
| Part des résidences principales (en %)                     | 73,8      | 80,9   | 87,5    | 82,2       |
| Part des résidences secondaires (en %)                     | 3,3       | 5,8    | 3,4     | 9,7        |
| Part des logements vacants (en %)                          | 23,0      | 13,4   | 9,1     | 8,1        |
| Part des propriétaires de leur résidence principale (en %) | 85,3      | 76,4   | 52,2    | 57,5       |

À Leuvrigny, en 2021, 73,8 % des logements sont des résidences principales, 3,3 % des résidences secondaires et 23 % des logements vacants. Par ailleurs, 85,3 % des ménages sont propriétaires de leur résidence principale. Leuvrigny se démarque alors par un nombre supérieur à la moyenne de logements vacants et de ménages propriétaires de leur résidence principale.
Parmi les 136 résidences principales construites avant 2019, 13,5 % avaient été construites avant 1919, 7,5 % entre 1919 et 1945, 11 % entre 1946 et 1970, 31,3 % entre 1971 et 1990, 14,7 % entre 1991 et 2005 et 21,9 % entre 2006 et 2018.
Le nombre de logements à Leuvrigny a presque doublé entre 1968 et 2015. Le tableau ci-dessous présente l'évolution du nombre de logements sur le territoire de la commune, par catégorie, depuis 1968 :
|                        | 1968 | 1975 | 1982 | 1990 | 1999 | 2010 | 2015 | 2021 |
| ---------------------- | ---- | ---- | ---- | ---- | ---- | ---- | ---- | ---- |
| Résidences principales | 82   | 91   | 101  | 110  | 125  | 133  | 144  | 136  |
| Résidences secondaires | 3    | 10   | 14   | 16   | 17   | 11   | 9    | 6    |
| Logements vacants      | 13   | 10   | 14   | 10   | 11   | 17   | 26   | 42   |
| Total                  | 98   | 111  | 129  | 136  | 153  | 161  | 179  | 184  |

### Voies de communication et transports

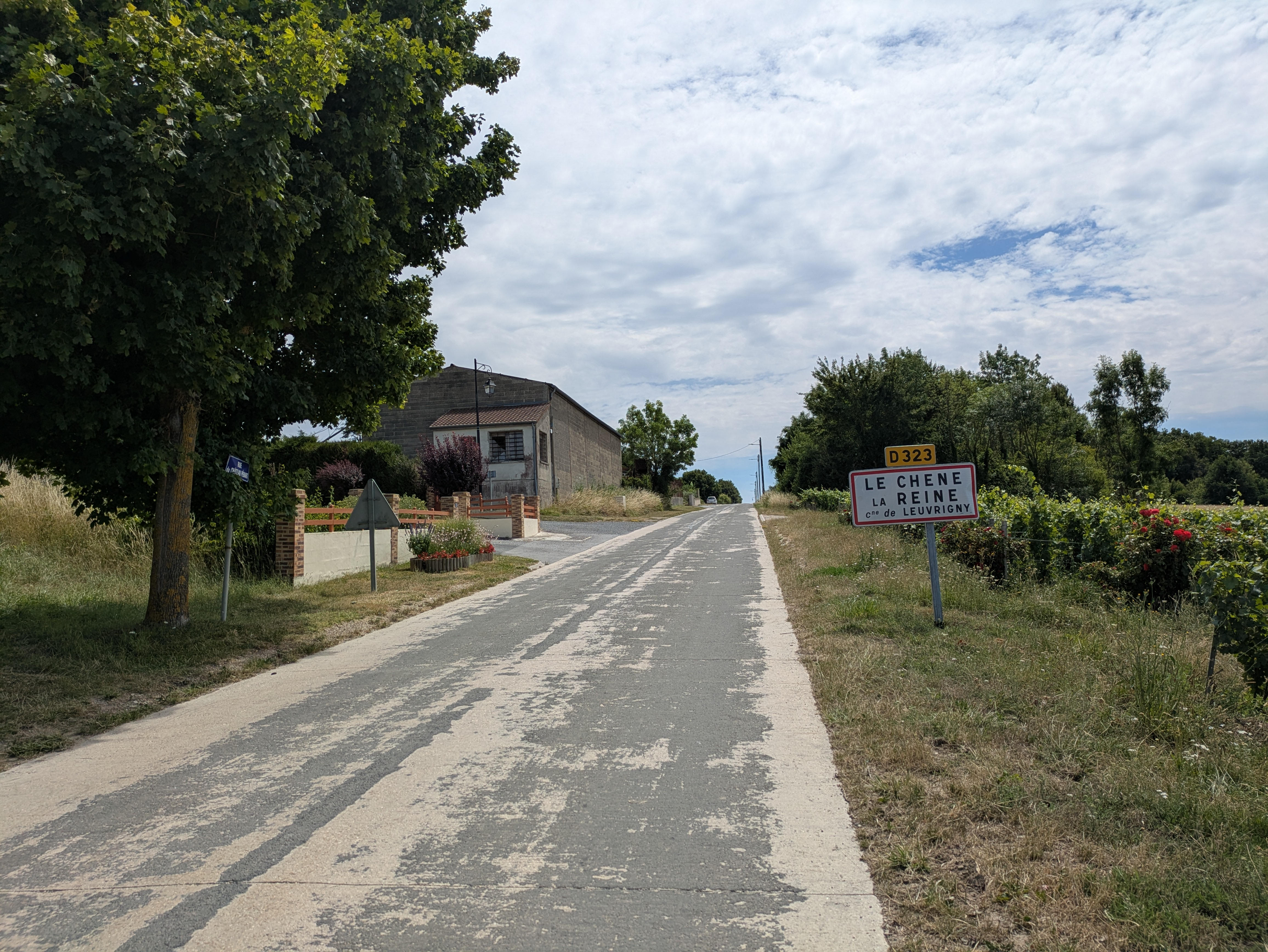
Entrée dans le Chêne la Reine par la route D 323, en provenance de Leuvrigny.

Le village de Leuvrigny est traversé par la route départementale 23, qui part vers le nord en direction de Port-à-Binson (puis Reims) et vers le sud en direction de Festigny (puis Montmirail). À Port-à-Binson, cette route rejoint la route départementale 3 (ancienne RN3) entre Dormans et Épernay.
Le village est relié au hameau du Chêne la Reine par la route départementale 323, qui rejoint ensuite la route départementale 36 en direction de Saint-Martin-d'Ablois.
En matière de transport ferroviaire, la gare la plus proche est la gare de Dormans.

### Risques naturels et technologiques
Le territoire de Leuvrigny est vulnérable à différents risques naturels. La commune est dans l'obligation d'élaborer et publier un document d'information communal sur les risques majeurs ainsi qu'un plan communal de sauvegarde.
La commune est concernée par les risques de mouvements de terrain. Leuvrigny est comprise dans le périmètre du plan de prévention des risques « glissement de terrain de la Côte d'Ile-de-France - secteur de la vallée de la Marne tranche 3 » approuvé en 2014. Elle est également concernée par le risque d'inondation par remontée de nappe.
La commune a fait l'objet de plusieurs arrêtés reconnaissant l'état de catastrophe naturelle pour des inondations et/ou coulées de boue (1983, 1988, 1995, 1999, 2006, 2007 et 2022) et sécheresse (en 2022).
Leuvrigny est affectée par le phénomène de retrait-gonflement des argiles (risque moyen). Le risque sismique est très faible sur son territoire. De même, le potentiel radon de la commune est faible.
Aucun risque technologique n'est identifié sur son territoire.

## Toponymie

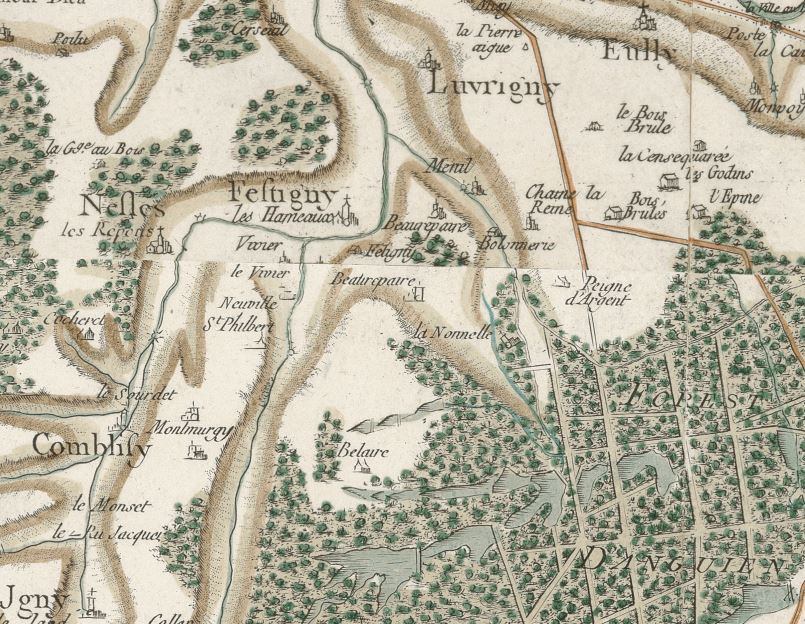
Luvrigny et les hameaux de Misy, Chaine la Reine, la Pierre aigue et Peigne d'Argent sur la carte de Cassini.

Le nom de la localité est attesté sous les formes : Luvriniacum (1158) ; Luvregni (1394) ; Luvrigny (1397) ; Luvregny (1398) ; Leuvrigny (1510) ; Levrigny (1538) ; Livrigny (1571) ; Leuvrigny, Luvrigny, « autrefois Notre-Dame de Mizy » (1783).
Mizy, ancien village de la commune, est attesté sous les formes Minziacum (1162) ; Misiacum (1186-1187) ; Misei (XIIIe siècle) ; Misi, Misy (1335) ; Missy (1374) ; « Le fief de Mysy appellé le fief des Tournelles » (1570) ; Mizy (1720).
Le hameau du Chêne la Reine est attesté en 1735 sous le nom de le Champ-de-la-Reine et apparaît comme Chaine la Reine sur la carte de Cassini. Deux théories existent sur le nom du hameau, qui ferait référence à Blanche de Castille, qui aurait trouvé refuge sous un chêne alors qu'elle fuyait l'ennemi, ou à Marie-Antoinette, qui grâce à la récompense accordée à un bûcheron ayant retrouvé son peigne aurait financé la construction du hameau.

## Histoire

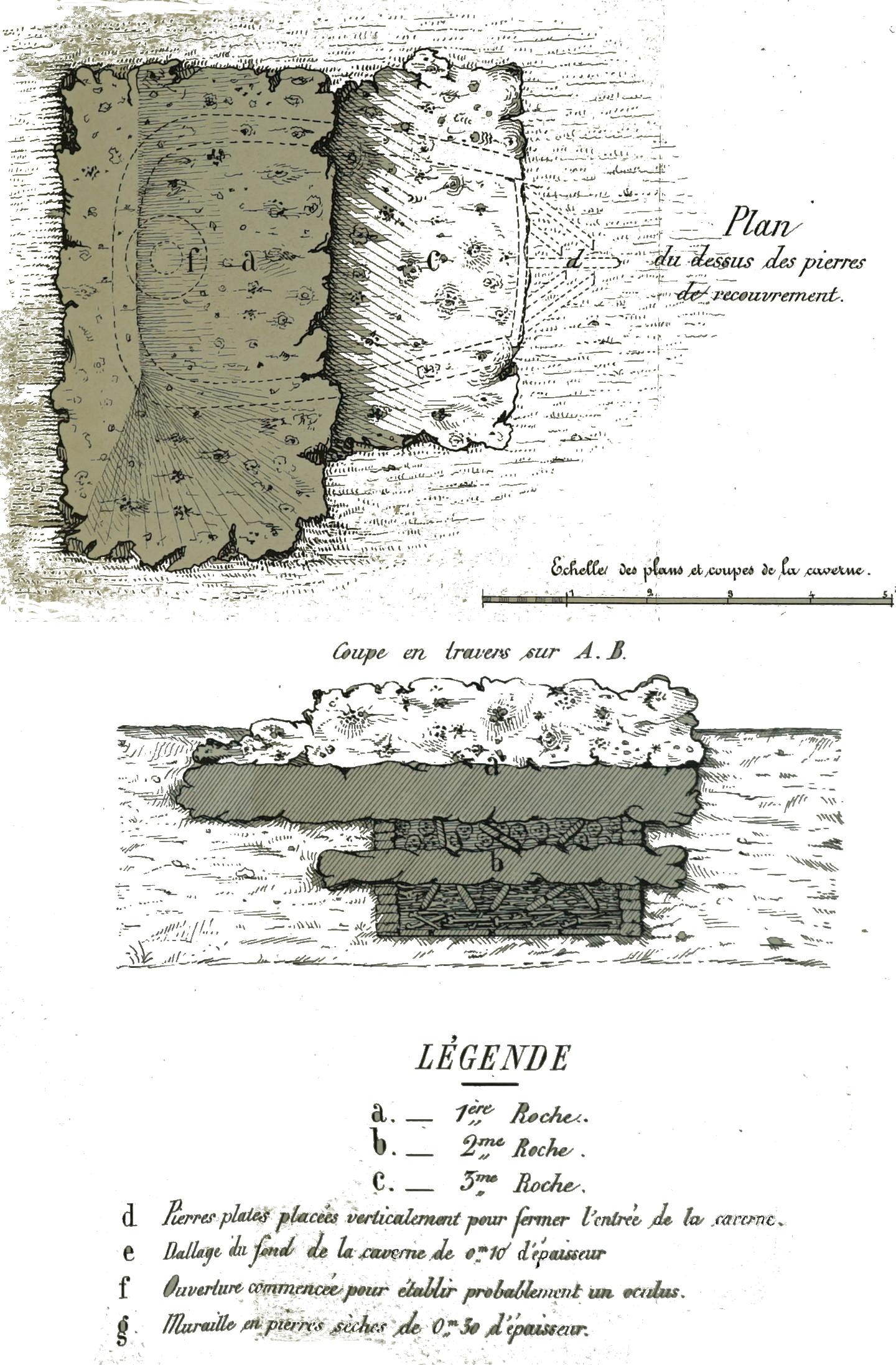
Coupe de la sépulture de Mizy.

En mai 1861, une caverne est découverte à Mizy. Elle est située sur le terrain de la ferme de Mizy qui prenait la continuité du couvent de Mizy et avant la fontaine de Notre-Dame-des-Neiges. Sous un ensemble de trois roches formant la couverture se trouve un espace creusé dans le sol qui est un abri où furent entreposés des squelettes et des objets associés. L'espace est de 4,6 m de profondeur sur 3 m de largeur et une hauteur varie de 0,7 à 1,25 m. Elle contenait des bois de cerf servant de manches, des haches en silex polis, des tranchoirs et gratoirs en silex, des anneaux en craie un fragment de cercle en ardoise, de la poterie et à l'entrée une mâchoire de cerf et d'ours. Les restes humains de 133 personnes de tous âges.[réf. nécessaire] Cette découverte est rattachée au néolithique.

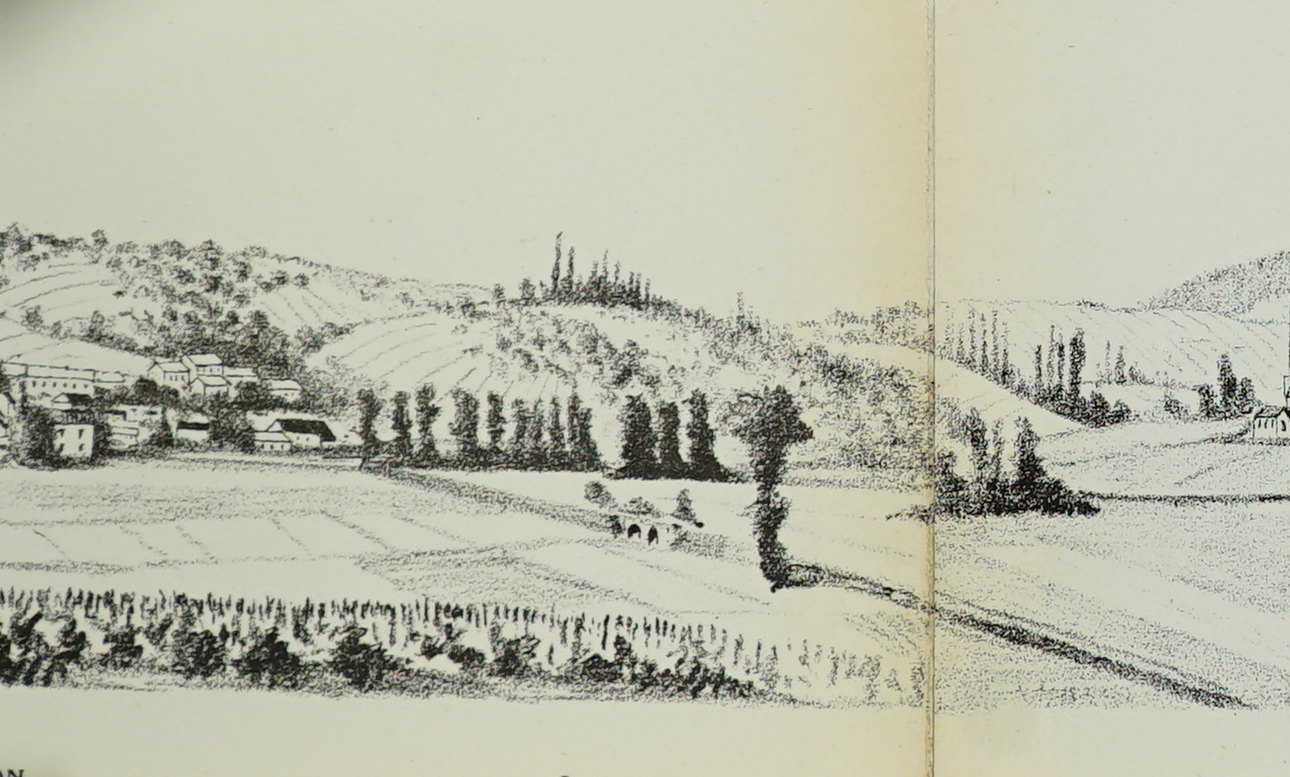
Le village sur un dessin de 1887.

Durant la Seconde Guerre Mondiale, en juin 1940, le 46e régiment d'infanterie a combattu dans le hameau du Chêne la Reine.

## Politique et administration

### Rattachements administratifs et électoraux

#### Rattachements administratifs
La commune se trouve dans l'arrondissement d'Épernay au sein du département de la Marne et de la région Grand Est.
Elle faisait partie depuis 1793 du canton de Dormans. Dans le cadre du redécoupage cantonal de 2014 en France, cette circonscription administrative territoriale a disparu, et le canton n'est plus qu'une circonscription électorale.

#### Rattachements électoraux
Pour les élections départementales, la commune fait partie depuis 2014 du canton de Dormans-Paysages de Champagne.
Pour l'élection des députés, elle fait partie de la troisième circonscription de la Marne.

### Intercommunalité

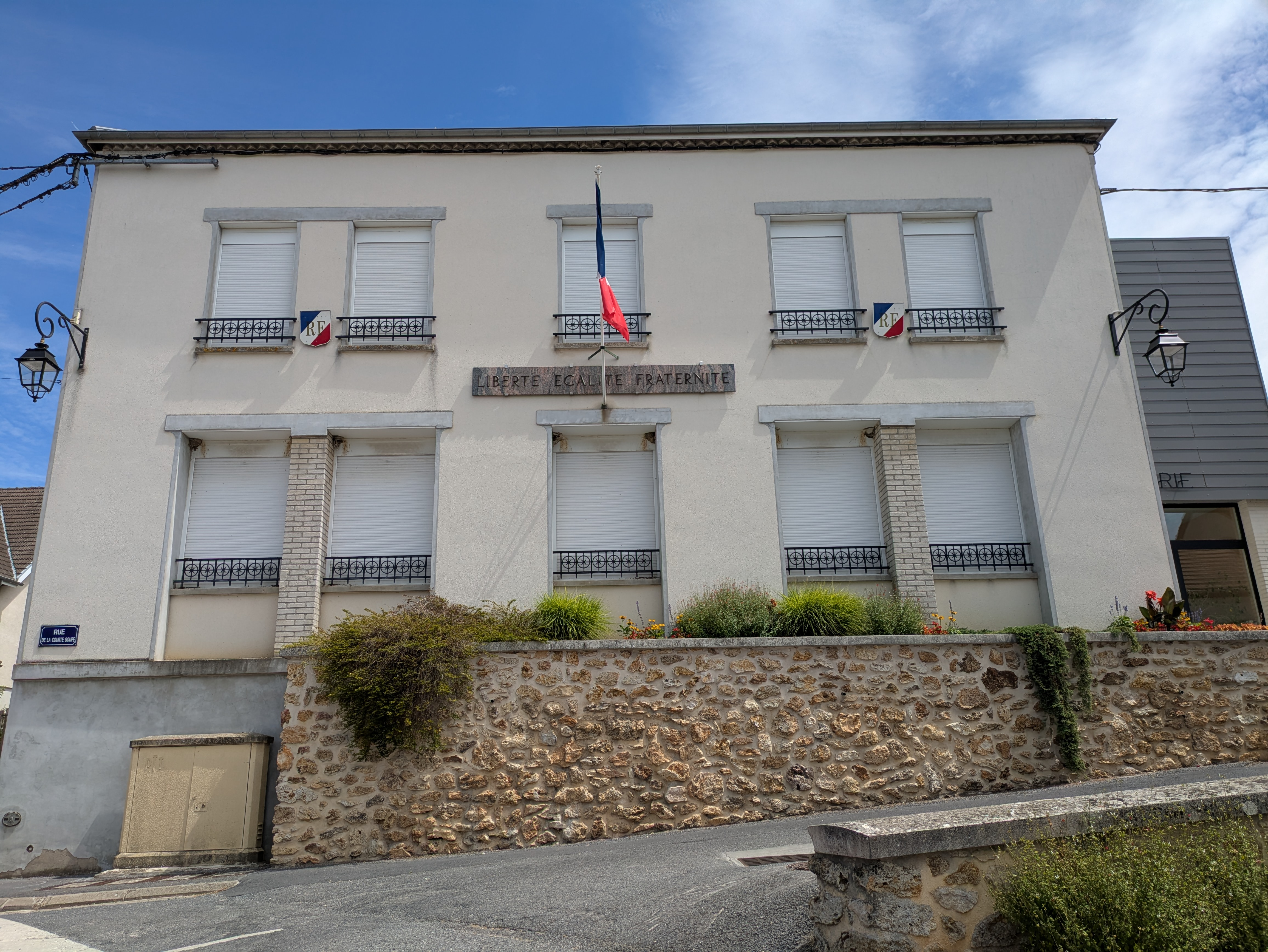
La mairie de Leuvrigny.

Leuvrigny était membre de la communauté de communes des Coteaux de la Marne, un établissement public de coopération intercommunale (EPCI) à fiscalité propre créé le 30 décembre 1996 et auquel la commune avait transféré un certain nombre de ses compétences, dans les conditions déterminées par le Code général des collectivités territoriales.
Dans le cadre des dispositions de la loi portant nouvelle organisation territoriale de la République du 7 août 2015, qui prévoit que les établissements publics de coopération intercommunale (EPCI) à fiscalité propre doivent avoir un minimum de 15 000 habitants, cette intercommunalité a fusionné avec ses voisines pour former, le 1er janvier 2017, la communauté de communes des Paysages de la Champagne, dont est désormais membre la commune.
Leuvrigny est par ailleurs membre d'un EPCI sans fiscalité propre, le SIVU scolaire de Mareuil-le-Port.

### Liste des maires
La liste suivante est issue du site du la commune.  
| Période | Période | Identité             | Étiquette | Qualité     |
| ------- | ------- | -------------------- | --------- | ----------- |
| 1843    | 1849    | Etienne Huyot        |           |             |
| 1849    | 1850    | Jean-Baptiste Orban  |           |             |
| 1850    | 1852    | Pierre Rodier        |           |             |
| 1852    | 1859    | Etienne Huyot        |           |             |
| 1859    | 1871    | Charles Canot        |           |             |
| 1871    | 1892    | François Thery       |           |             |
| 1892    | 1900    | Charles Huat         |           |             |
| 1900    | 1908    | Alfred Perrin        |           |             |
| 1908    | 1912    | Jules Orban          |           |             |
| 1912    | 1925    | Louis Legris         |           |             |
| 1925    | 1929    | Henri Bailly         |           |             |
| 1929    | 1933    | Albert Boussard      |           |             |
| 1933    | 1935    | Jeanne Richard       |           |             |
| 1935    | 1943    | Léopold Orban        |           |             |
| 1943    | 1944    | Charles Bonnot       |           |             |
| 1944    | 1949    | Paul Jobert          |           |             |
| 1949    | 1959    | Lucien Petit         |           |             |
| 1959    | 1965    | Maurice Vignot       |           |             |
| 1965    | 1971    | Lucienne Rochon      |           |             |
| 1971    | 2001    | Roger Lété           |           |             |
| 2001    | 2020    | Yves Richoux         |           |             |
| 2020    | 2026    | Christophe Chatelain |           | Viticulteur |

### Jumelages
Au 1er janvier 2023, Leuvrigny n'est jumelée avec aucune ville.

## Équipements et services publics

### Eau et déchets

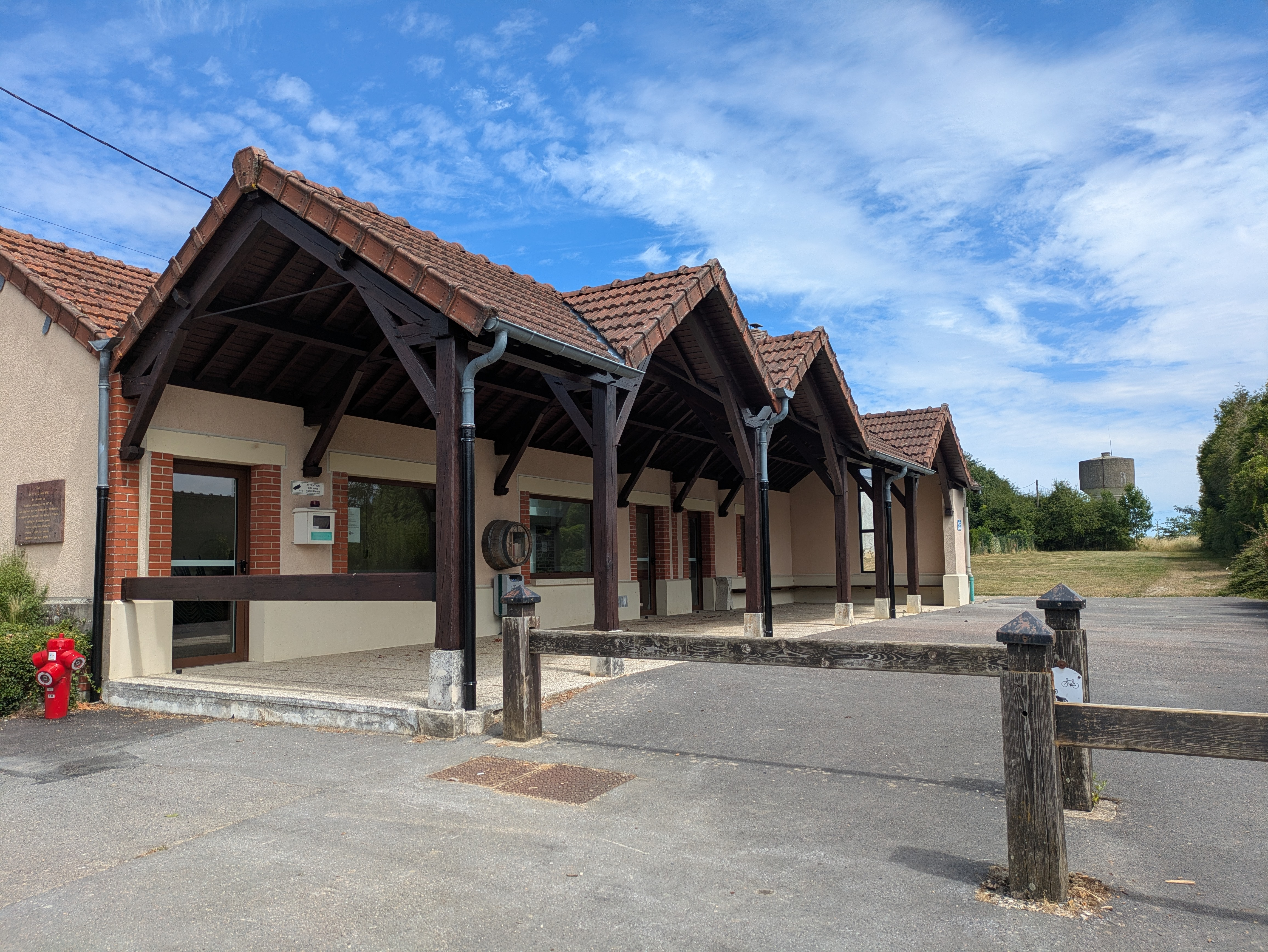
La salle du Chêne la Reine et le château d'eau du hameau.

L'approvisionnement en eau potable et l'assainissement des eaux usées sont des compétences de la communauté de communes des Paysages de la Champagne. La commune de Leuvrigny est alimentée en eau potable par le captage de Festigny, à l'exception du hameau du Chêne la Reine alimenté par les captages d'Œuilly. La production et la distribution d'eau potable font l'objet d'une délégation de service public confiée à Suez jusqu'en 2029. L'assainissement y est non collectif et assuré en régie par la communauté de communes.
La communauté de communes est également compétente en matière de déchets. La collecte des ordures ménagères résiduelles et des déchets recyclables est réalisée en porte à porte. La communauté de commune adhérant au syndicat de valorisation des ordures ménagères de la Marne (SYVALOM), ces déchets sont amenés au centre de transfert départemental de Pierry puis valorisés sur le site de La Veuve. La collecte du verre et des textiles se fait en apport volontaire. La communauté de communes met par ailleurs six déchèteries à disposition de ses habitants, accessibles après création d'une carte d'accès : à Châtillon-sur-Marne, Damery-Venteuil, Fèrebrianges, Mareuil-le-Port, Montmort-Lucy et Trélou-sur-Marne.

### Enseignement

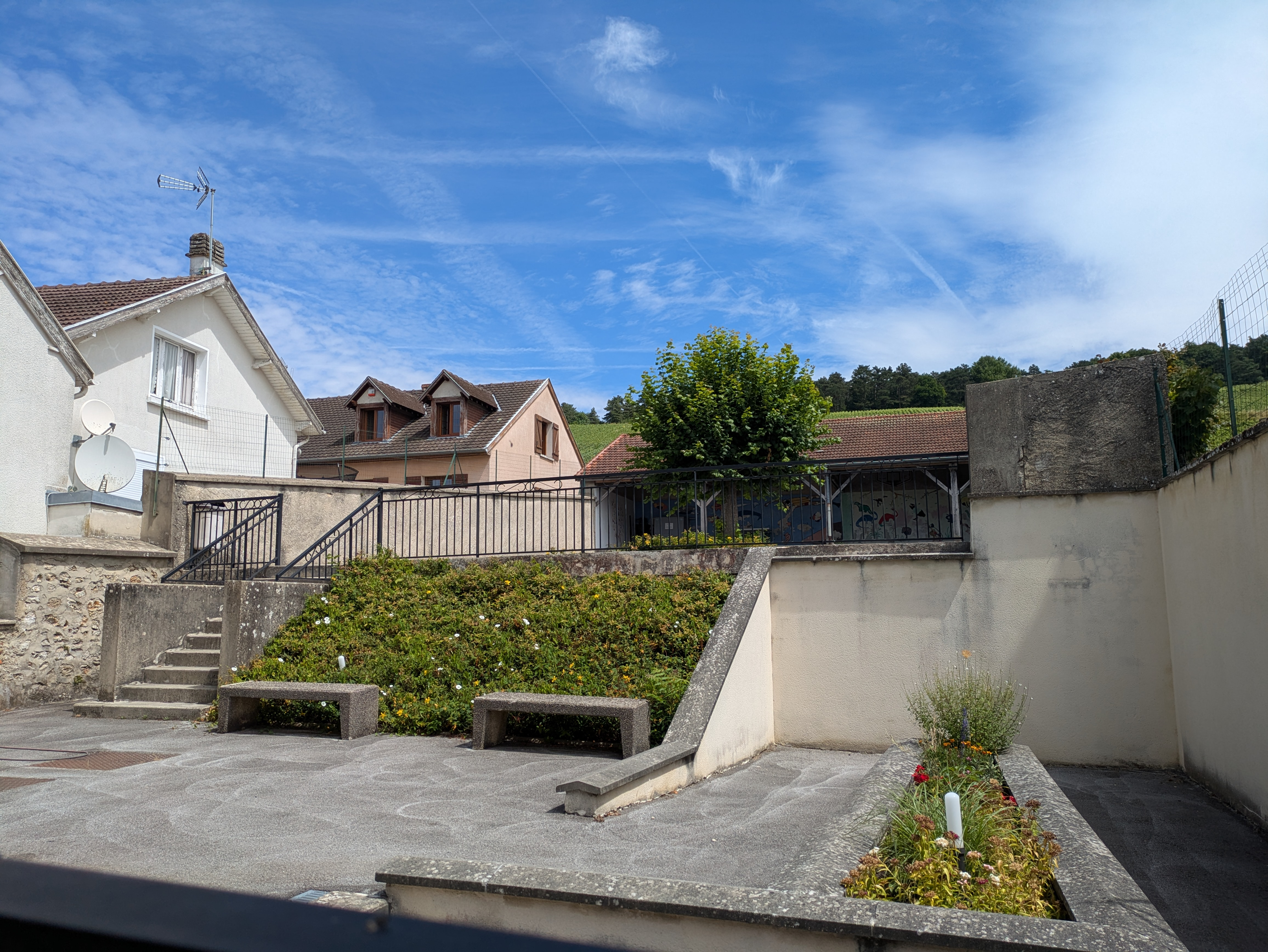
La cour de l'ancienne école de Leuvrigny.

Leuvrigny fait partie de l'académie de Reims.
En 2019, le regroupement pédagogique de Leuvrigny-Festigny disparaît de la carte scolaire, entraînant la fermeture de l'école de la commune. Depuis, Leuvrigny dépend de l'école primaire de Mareuil-le-Port. Inaugurée en 2017, l'école de Mareuil-le-Port est installée rue du Professeur Nicaise et accueille 150 élèves de maternelle et d'élémentaire (chiffres 2024-2025).
Les jeunes de Leuvrigny sont ensuite rattachés au collège Professeur-Nicaise de Mareuil-le-Port et au lycée Stéphane-Hessel d'Épernay.

### Postes et télécommunications
Une boîte aux lettres de La Poste se trouve sur le territoire de la commune, place du 46e régiment d'infanterie. Le bureau de poste le plus proche est situé à Port-à-Binson, à moins de 2 km de Leuvrigny.

### Justice, sécurité et secours
Du point de vue judiciaire, Leuvrigny relève du conseil de prud'hommes d'Épernay, du tribunal de commerce de Reims, du tribunal judiciaire, du tribunal paritaire des baux ruraux et du tribunal pour enfants de Châlons-en-Champagne, dans le ressort de la cour d'appel de Reims. Pour le contentieux administratif, la commune dépend du tribunal administratif de Châlons-en-Champagne et de la cour administrative d'appel de Nancy.
Leuvrigny est située en secteur Gendarmerie nationale et dépend de la brigade de Dormans.
En matière d'incendie et de secours, le centre d'incendie et de secours le plus proche est celui de Dormans, dépendant du Service départemental d'incendie et de secours (SDIS) de la Marne. La commune est rattachée à l'unité opérationnelle de secours à la personne et opérations diverses de Mareuil-le-Port qui compte 7 sapeurs-pompiers volontaires intercommunaux suppléant les pompiers professionnels du SDIS.

## Population et société
Les habitants du village de Leuvrigny, qui comprend environ un tiers de la population, sont appelés les Bédouins.
Les habitants du hameau du Chêne la Reine, qui comprend deux-tiers de la population, sont appelés les Rifins.

### Démographie
L'évolution du nombre d'habitants est connue à travers les recensements de la population effectués dans la commune depuis 1793. Pour les communes de moins de 10 000 habitants, une enquête de recensement portant sur toute la population est réalisée tous les cinq ans, les populations de référence des années intermédiaires étant quant à elles estimées par interpolation ou extrapolation. Pour la commune, le premier recensement exhaustif entrant dans le cadre du nouveau dispositif a été réalisé en 2004.

En 2022, la commune comptait 302 habitants, en évolution de −14,2 % par rapport à 2016 (Marne : −1,19 %, France hors Mayotte : +2,11 %).
| 1793 | 1800 | 1806 | 1821 | 1831 | 1836 | 1841 | 1846 | 1851 |
| ---- | ---- | ---- | ---- | ---- | ---- | ---- | ---- | ---- |
| 300  | 333  | 362  | 352  | 407  | 457  | 448  | 468  | 482  |

| 1856 | 1861 | 1866 | 1872 | 1876 | 1881 | 1886 | 1891 | 1896 |
| ---- | ---- | ---- | ---- | ---- | ---- | ---- | ---- | ---- |
| 484  | 485  | 454  | 453  | 447  | 435  | 453  | 483  | 496  |

| 1901 | 1906 | 1911 | 1921 | 1926 | 1931 | 1936 | 1946 | 1954 |
| ---- | ---- | ---- | ---- | ---- | ---- | ---- | ---- | ---- |
| 456  | 444  | 452  | 453  | 430  | 425  | 400  | 379  | 418  |

| 1962 | 1968 | 1975 | 1982 | 1990 | 1999 | 2004 | 2006 | 2009 |
| ---- | ---- | ---- | ---- | ---- | ---- | ---- | ---- | ---- |
| 401  | 242  | 246  | 276  | 300  | 324  | 321  | 327  | 319  |

| 2014 | 2019 | 2022 | - | - | - | - | - | - |
| ---- | ---- | ---- | - | - | - | - | - | - |
| 349  | 310  | 302  | - | - | - | - | - | - |

### Sports et loisirs

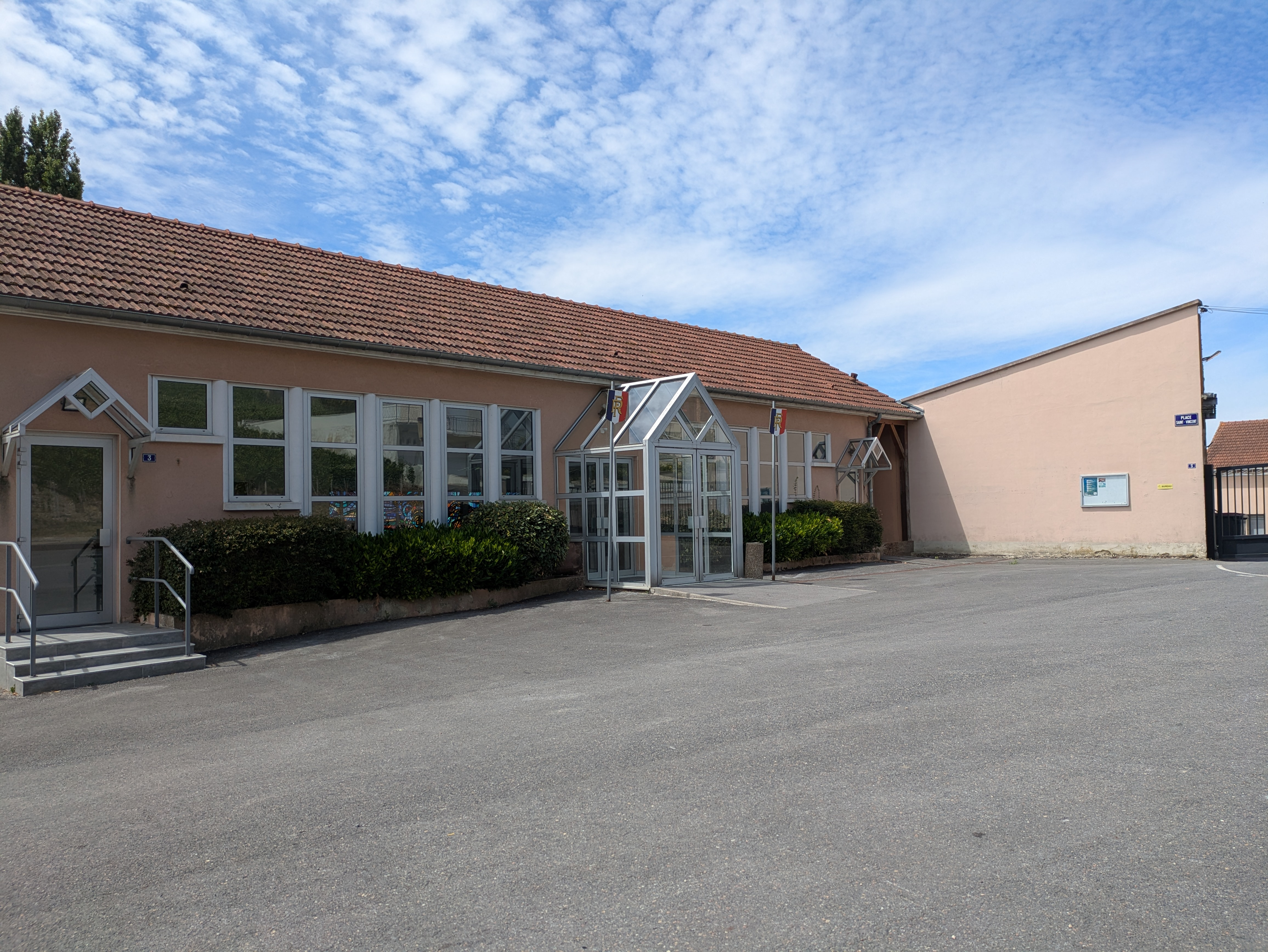
La salle Saint-Vincent.

Leuvrigny ne compte pas d'installations sportives.
La commune met deux salles à disposition de ses habitants : la salle de la place Saint-Vincent d'une capacité de 100 personnes et la salle du Chêne la Reine d'une capacité de 30 personnes.

### Cultes
Pour le culte catholique, Leuvrigny dépend de la paroisse Saint-Hildegrin - Vallée de la Marne au sein du diocèse de Châlons-en-Champagne.

### Médias
La presse écrite régionale comprend le quotidien L'Union et l'hebdomadaire L'Hebdo du vendredi.
Parmi les stations de radio locales, il est possible de citer Ici Champagne-Ardenne et Champagne FM.

## Économie

### Revenus de la population et fiscalité
En 2021, la commune compte 147 ménages fiscaux, regroupant 344 personnes.
Le revenu disponible par unité de consommation est alors de 23 440 €, inférieur à celui de la communauté de communes des Paysages de la Champagne (24 050 €) mais supérieur à celui du département de la Marne (22 830 €) et de la France métropolitaine (23 080 €).
Pour des raisons de secret statistique, le taux de pauvreté à Leuvrigny n'est pas communiqué par l'Insee.

### Emploi
Leuvrigny appartient à la zone d'emploi d'Épernay.
En 2021, le taux d'activité des 15-64 ans est de 79,5 %, similaire à celui de la communauté de communes (79,7 %) et supérieur à celui du département (74 %) et de la France métropolitaine (74,9 %). Pour cette même catégorie de population, le taux de chômage est de 7,6 % contre 8 % pour la communauté de communes, 12,1 % pour la Marne et 11,7 % pour la France métropolitaine.
En 2021, Leuvrigny compte 96 emplois, dont 63 % de salariés et 37 % de non-salariés. Avec 149 actifs y résidant, la commune a alors un indicateur de concentration d'emploi de 64,8. Dans les faits, 35 % des actifs résidant à Leuvrigny y travaillent tandis que 65 % travaillent dans une autre commune.

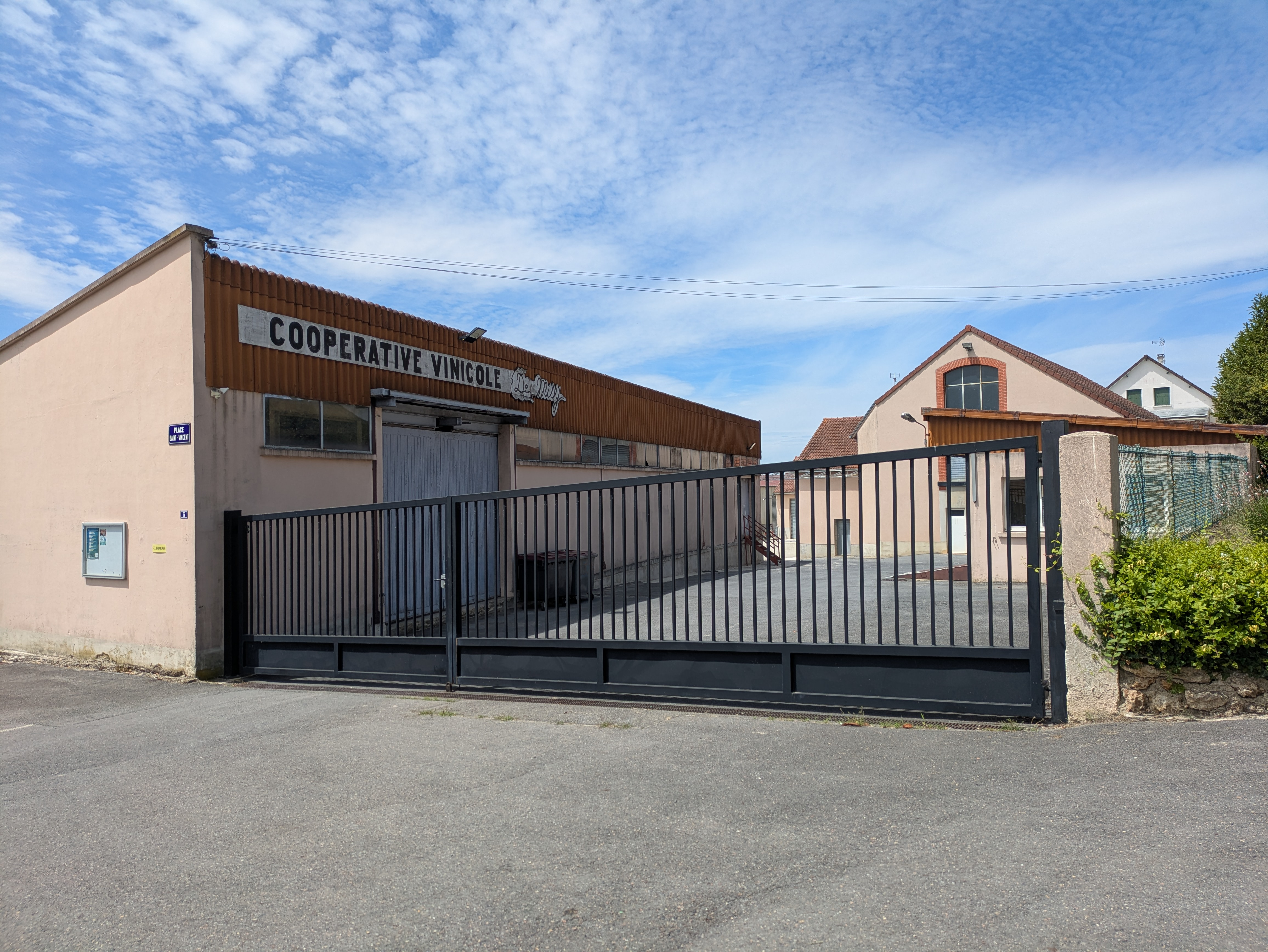
La coopérative vinicole de Misy à Leuvrigny.

### Entreprises, commerces et agriculture
En 2022, la commune compte 25 établissements économiquement actifs (hors agriculture).
La commune ne compte aucun commerce, ses habitants devant se rendre à Port-à-Binson pour les commerces et services de proximité.
En 2020, Leuvrigny compte 53 exploitations agricoles, pour une surface agricole utilisée de 372 hectares et 71 emplois à temps plein. Selon l'Agreste, la production agricole de la commune est spécialisée dans la viticulture. Leuvrigny fait en effet partie des appellations d'origine contrôlée « champagne » et « coteaux-champenois ».

## Culture locale et patrimoine

### Lieux et monuments
- L'église Saint-Martin. La première église fut détruite pendant la Première Guerre mondiale. Elle se situait à l'emplacement de l'actuelle salle des fêtes (place Saint-Vincent). C'est en 1921 que débutèrent les travaux de la nouvelle église Saint-Martin, à l'extérieur de la commune. Ceux-ci s'achevèrent en 1925, et elle fut sacralisée le 17 septembre 1925. Les cloches qui sonnent encore aujourd'hui proviennent de la première église détruite pendant la guerre de 14-18. La plus grosse (Marie Joseph) date de 1823, et la plus petite (Victoire Rosalie) de 1861. L'église est construite avec des pierres meulières issues des carrières de la commune.
- Le monument aux morts.
- Le lavoir de la Grand Cour.

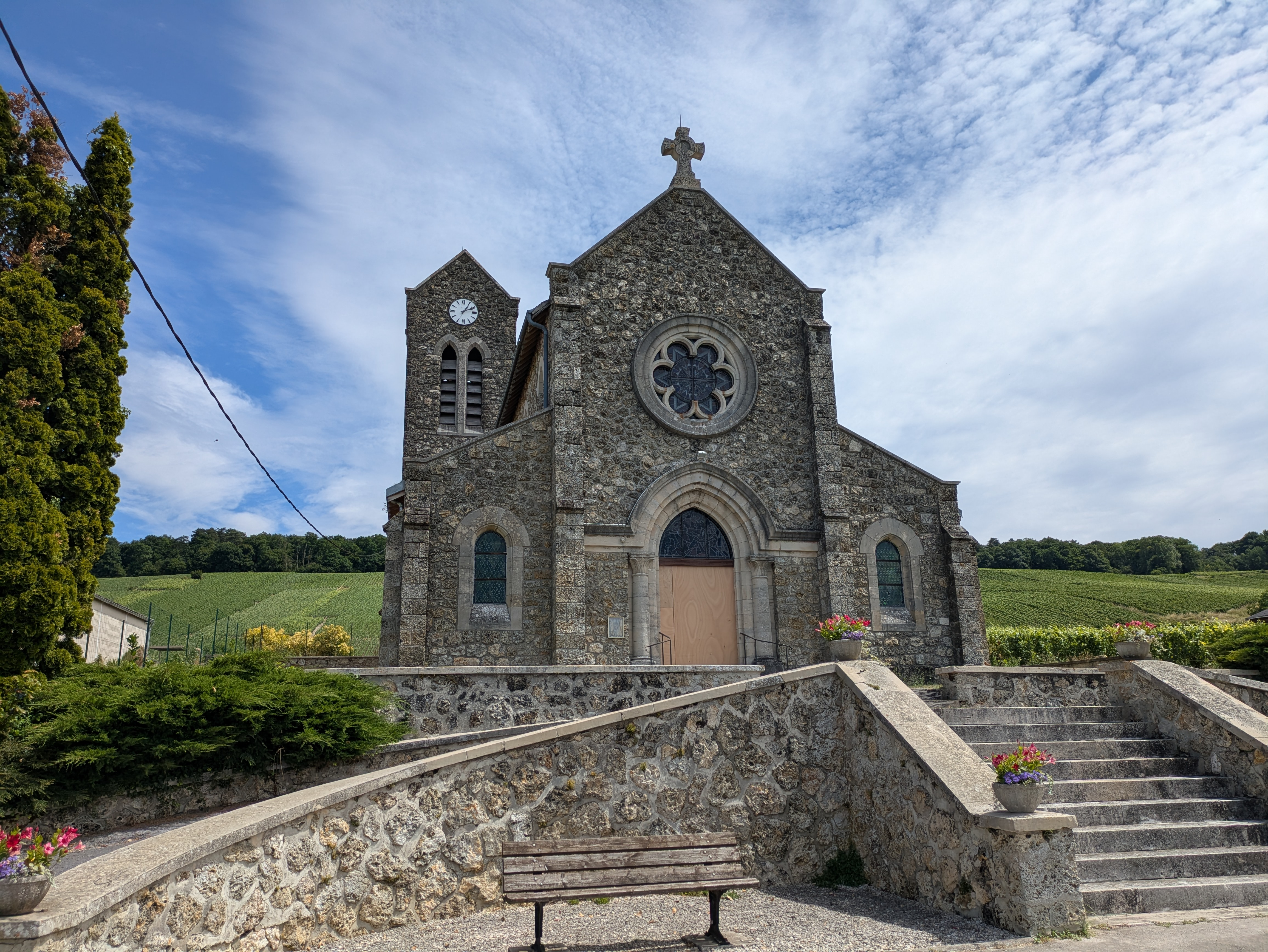
L'église Saint-Martin.
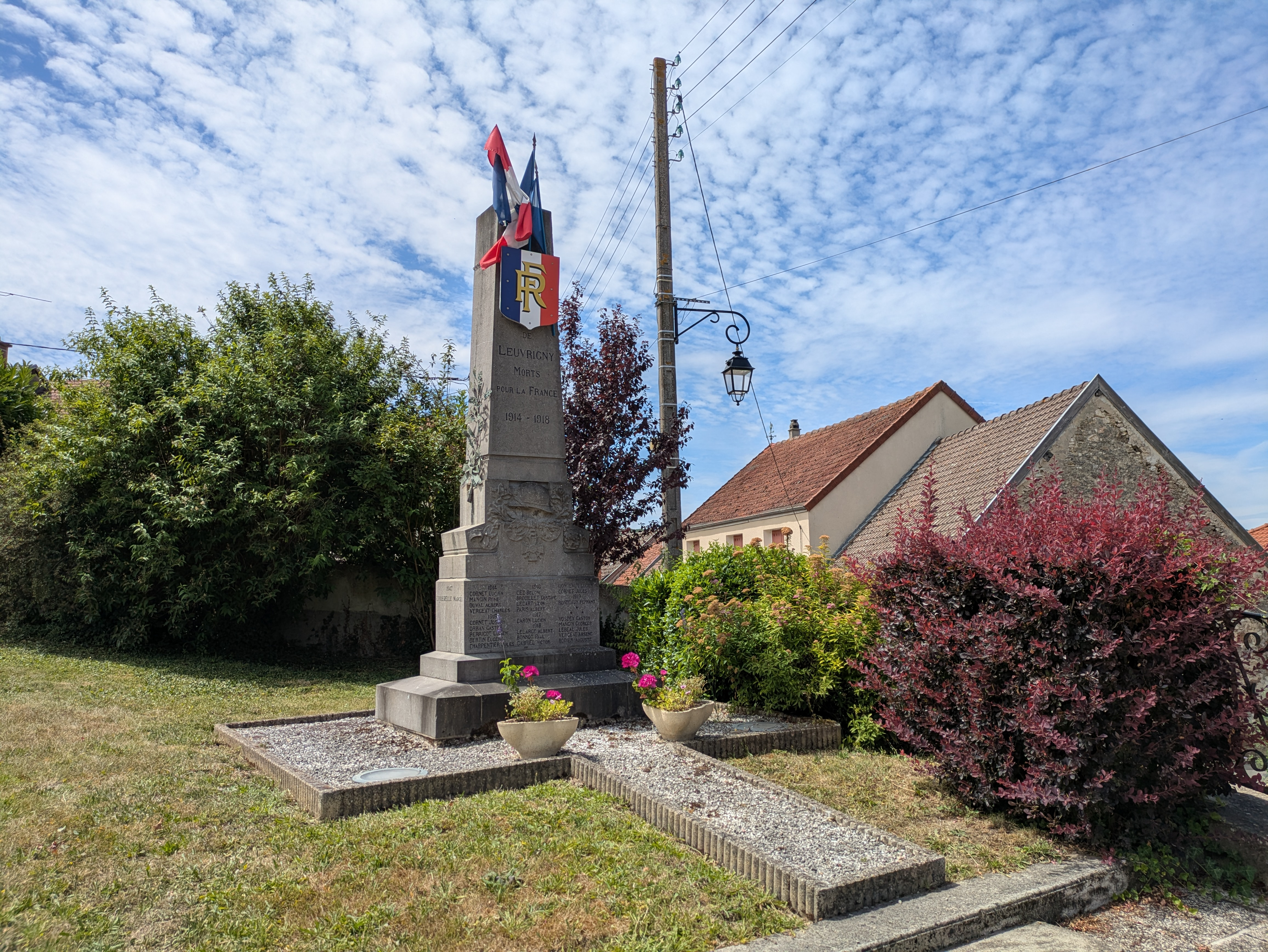
Le monument aux morts.
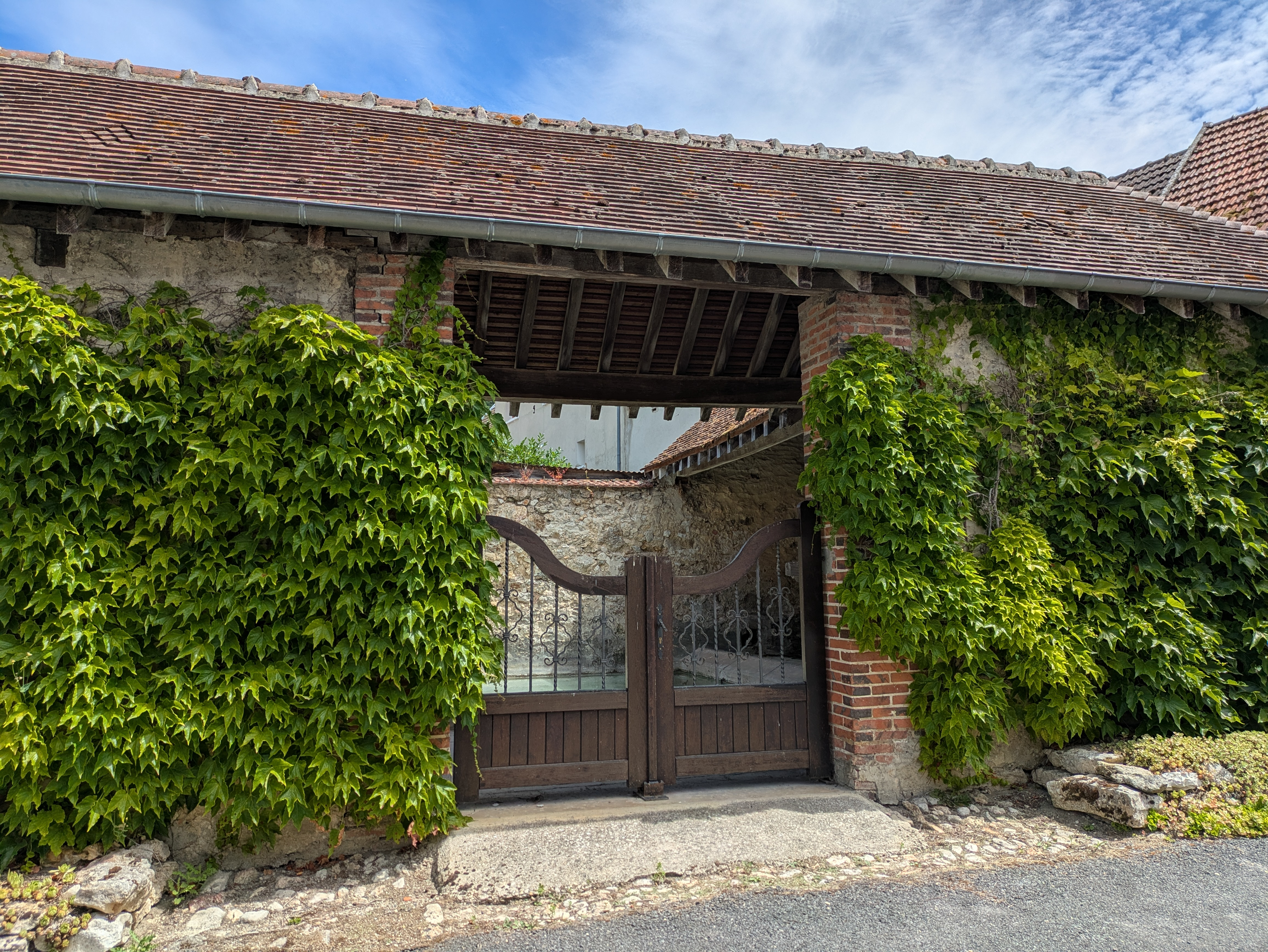
Le lavoir.